# 天津地铁8号线
天津地铁8号线，是天津地铁的运营线路之一。线路大致呈西北-东南走向，代表色是■紫色。该线路正线全长13.42公里，全线共设9座车站，1座车辆段。线路西起渌水道站，东至咸水沽西站，使用车辆为6编组A型车。该线路目前对外以天津地铁6号线二期名义运营。

## 概要
8号线线路正线全长13.42公里，共设9座地下车站，线路南端设双港车辆段，车辆段位于海河教育园区内，工程于2019年2月4日启动建设。绿水公园站到渌水道站（不含）段线路全长18.54公里，共设17座地下车站，工程于2020年1月24日启动建设。天津地铁8号线延伸工程（绿水公园延伸至中北镇段）西起西青区中北镇，东至南开区绿水公园，线路长4.8公里，设中北镇、福姜路、延安路、雅安道4个站，在绿水公园站与8号线一期工程衔接，工程于2021年2月11日启动建设。
8号线南段是天津首条全自动运行的地铁线路，也是首条使用A型地铁列车的线路。历时34个月建成通车，是中国建设自动运行地铁的最快记录。

## 历史

### 规划
在2000年天津市地铁规划中，天津地铁8号线规划北起北辰区小淀至西青区中北镇，全长20公里，设站31座。沿线主要途经南仓道、密云路、芥园西道、西横堤外居住区、铁东居住区、北仓工业区、铁东工业区等地区，与当时的地铁七号线（线位大致相当于目前的天津地铁10号线）组成城市外环线。但在2016年环评招标公示中显示，天津地铁8号线一期工程已经修改为西起南开区绿水园资阳路站，南至津南区咸水沽站的中心城区南部骨干线路。天津地铁8号线一期工程正线线路全长33千米，共设27座车站，均为地下站，在南开大学津南校区南侧地块设车辆段1座，新建主变电站2座，控制中心接入华苑车辆段线网控制中心。
2018年12月26日，天津轨道交通集团在其官网上公示了天津地铁6号线工程（梅林路站-咸水沽西站）项目招标文件，线路自渌水道站到咸水沽西站区间远期将与8号线贯通运营。2019年1月7日天津轨道交通集团公开了天津地铁6号线工程（梅林路站-咸水沽西站）环境影响报告书征求意见稿。
2020年11月26日，天津地铁8号线一期工程（绿水公园延伸至中北镇段）线路方案在天津市规划和自然资源局网站公示。

### 建造及运营
- 2019年2月4日除夕当日，天津地铁6号线工程（梅林路站－咸水沽西站）正式开工。
- 2019年12月4日，天津轨道交通集团公开了天津地铁8号线一期工程环境影响报告书征求意见稿[10][11]。
- 2020年1月16日，南开大学津南校区站封顶，成为全线首座封顶车站。
- 2020年1月24日除夕当日，天津地铁8号线一期工程正式开工。
- 2020年3月31日，6号线二期工程南开大学津南校区站至和慧南路站区间右线盾构顺利始发，工程正式进入盾构施工阶段。[12]
- 2020年4月27日，天津地铁6号线二期海河教育园车辆段进入主体结构施工阶段。
- 2020年5月29日，天津地铁6号线二期天津大学北洋园校区站主体结构封顶。
- 2020年6月13日，天津地铁6号线二期景荷道站主体结构封顶。
- 2020年6月25日，天机地铁6号线二期和慧南路站主体结构封顶。
- 2020年7月6日，天津地铁6号线二期天津大学北洋园校区站至海河教育园区站右线盾构机完成接收，成为6号线二期工程首个单线贯通区间。同日，海河教育园区站主体结构封顶。
- 2020年8月2日，天津地铁6号线二期天津大学北洋园校区站至海河教育园区站左线盾构区间贯通，成为全线首个双线贯通的盾构区间。
- 2020年8月17日，天津地铁6号线二期双港站主体结构封顶。
- 2020年8月20日，天津地铁6号线二期景荔道站主体结构封顶。
- 2020年9月20日，天津地铁6号线二期咸水沽西站主体结构封顶。
- 2020年11月2日，天津地铁6号线二期龙门吊起吊轨排下放轨排井，工程正线正式进入铺轨阶段。此前9月，地铁6号线二期工程海河教育园车辆段正式开始铺轨施工[13]。
- 2020年11月12日，天津地铁8号线一期工程绿水公园站地下连续墙开始施工。
- 2020年12月16日，长泰河东站至渌水道站区间左线盾构始发[14]，这是天津地铁8号线一期工程首个盾构区间。
- 2021年1月16日，临时电缆敷设通道贯通，6号线二期进入供电系统安装建设阶段[15]。
- 2021年2月11日除夕，天津地铁8号线延伸工程在西青区芥园西道和福姜路交口的福姜路站正式开工[16]。
- 2021年2月28日，天津地铁6号线二期工程渌水道站至双港站区间左线盾构顺利接收，这标志着天津地铁6号线二期工程全线隧道贯通[17]。
- 2021年4月20日，泗水道主变电站至海河教育园车辆段一次送电成功，6号线二期全线“电通”[18]。
- 2021年4月22日，天津地铁8号线一期工程长泰河东站至渌水道站区间左线贯通，这是8号线一期工程首个贯通的盾构区间[19]。
- 2021年4月29日，天津地铁6号线二期列车抵达海河教育园车辆段，本线路也成为天津地铁首次使用A型列车的线路[18]。
- 2021年5月20日，天津地铁6号线二期工程正线实现短轨通，天津大学北洋园校区站至咸水沽西站区间及出入段线冷滑工作结束[20]。
- 2021年5月22日，天津地铁6号线二期工程全线轨道铺设并焊接完成，实现长轨通[21]。
- 2021年5月24日，天津大学北洋园校区站至咸水沽西站区间及出入段线热滑工作结束。
- 2021年6月22日，渌水道站至天津大学北洋园校区站区间冷滑工作结束。23日，渌水道站至天津大学北洋园校区站区间热滑工作结束，6号线二期工程全线冷热滑工作结束，全面进入动车调试阶段。
- 2021年8月24日，天津地铁6号线二期工程开始空载试运行[22]。
- 2021年11月24日，天津地铁6号线二期工程竣工验收[23]。
- 2021年12月28日，天津地铁6号线二期（渌水道站—咸水沽西站）正式开通初期运营[24]。
- 2022年1月8日，因津南区确诊2例本土感染者，自当日下午起，6号线二期除渌水道正常开放外，其余各站只出不进，且只开放1个出口。
- 2022年1月9日，因津南区疫情防控需要，6号线二期全线暂停运行[25]。
- 2022年1月27日，渌水道站至和慧南路站（除双港站）恢复运营。
- 2022年1月30日，双港站恢复运营。
- 2022年1月31日，咸水沽西站恢复运营。
- 2022年7月7日，因疫情影响，双港站暂停运营。
- 2022年7月11日，双港站恢复运营。
- 2022年8月28日，因疫情影响，双港站暂停运营。
- 2022年9月6日，双港站恢复运营。
- 2022年9月16日，因疫情影响，双港站暂停运营。
- 2022年9月19日，双港站恢复运营。
- 2022年11月29日，因疫情影响，景荔道站暂停运营。
- 2022年12月2日，景荔道站恢复运营。

## 车站

### 车站概况
| 天津地铁8号线                                             |        |                      |                 |              |      |
| 中北镇                                                    | 西青区 | 建设中 预计2026年6月 | 不適用          | 地下岛式站台 | 左侧 |
| 福姜路                                                    | 西青区 | 建设中 预计2026年6月 | 不適用          | 地下岛式站台 | 左侧 |
| 延安路                                                    | 南开区 | 建设中 预计2026年6月 | 不適用          | 地下岛式站台 | 左侧 |
| 雅安道                                                    | 南开区 | 建设中 预计2026年6月 | 不適用          | 地下岛式站台 | 左侧 |
| 绿水公园                                                  | 南开区 | 建设中 预计2026年6月 | 不適用          | 地下岛式站台 | 左侧 |
| 兰坪路                                                    | 南开区 | 建设中 预计2026年6月 | 不適用          | 地下岛式站台 | 左侧 |
| 鞍山西道                                                  | 南开区 | 建设中 预计2026年6月 | █ 6号线         | 地下岛式站台 | 左侧 |
| 南丰路                                                    | 南开区 | 建设中 预计2026年6月 | █ 13号线        | 地下岛式站台 | 左侧 |
| 天津大学六里台                                            | 南开区 | 建设中 预计2026年6月 | █ 7号线         | 地下岛式站台 | 左侧 |
| 西康路                                                    | 和平区 | 建设中 预计2026年6月 | █ 3号线         | 地下岛式站台 | 左侧 |
| 成都道                                                    | 和平区 | 建设中 预计2026年6月 | 不適用          | 地下岛式站台 | 左侧 |
| 马场道                                                    | 河西区 | 建设中 预计2026年6月 | 不適用          | 地下岛式站台 | 左侧 |
| 人民公园                                                  | 河西区 | 建设中 预计2026年6月 | 不適用          | 地下岛式站台 | 左侧 |
| 下瓦房                                                    | 河西区 | 建设中 预计2026年6月 | █ 1号线 █ 5号线 | 地下岛式站台 | 左侧 |
| 湘江道                                                    | 河西区 | 建设中 预计2026年6月 | 不適用          | 地下岛式站台 | 左侧 |
| 土城                                                      | 河西区 | 建设中 预计2026年6月 | █ 1号线 █ Z1线  | 地下岛式站台 | 左侧 |
| 澧水道                                                    | 河西区 | 建设中 预计2026年6月 | █ 11号线        | 地下岛式站台 | 左侧 |
| 梅江道东                                                  | 河西区 | 建设中 预计2026年6月 | 不適用          | 地下岛式站台 | 左侧 |
| 南珠桥                                                    | 河西区 | 建设中 预计2026年6月 | █ 10号线        | 地下岛式站台 | 左侧 |
| 沂山路                                                    | 津南区 | 建设中 预计2026年6月 | 不適用          | 地下岛式站台 | 左侧 |
| 长泰河东                                                  | 河西区 | 建设中 预计2026年6月 | █ 12号线        | 地下岛式站台 | 左侧 |
| 渌水道                                                    | 津南区 | 2021年12月28日       | █ 6号线         | 地下岛式站台 | 左侧 |
| 双港                                                      | 津南区 | 2021年12月28日       | 不適用          | 地下岛式站台 | 左侧 |
| 景荷道                                                    | 津南区 | 2021年12月28日       | 不適用          | 地下岛式站台 | 左侧 |
| 景荔道                                                    | 津南区 | 2021年12月28日       | 不適用          | 地下岛式站台 | 左侧 |
| 天津大学北洋园校区                                        | 津南区 | 2021年12月28日       | 不適用          | 地下岛式站台 | 左侧 |
| 海河教育园区                                              | 津南区 | 2021年12月28日       | 不適用          | 地下岛式站台 | 左侧 |
| 南开大学津南校区                                          | 津南区 | 2021年12月28日       | 不適用          | 地下岛式站台 | 左侧 |
| 和慧南路                                                  | 津南区 | 2021年12月28日       | 不適用          | 地下岛式站台 | 左侧 |
| 咸水沽西                                                  | 津南区 | 2021年12月28日       | 不適用          | 地下岛式站台 | 左侧 |
| 注释                                                      |        |                      |                 |              |      |
| 1 斜体标示的车站，尚未启用。 2 斜体标示的换乘，尚未启用。 |        |                      |                 |              |      |
| 论 编                                                     |        |                      |                 |              |      |

### 换乘站
已开通
- 渌水道站：换乘6号线。8号线站台位于地下二层，6号线站台位于地下三层，呈T型布置，为站台垂直换乘，也可经大堂换乘。

建设中
- 鞍山西道站：换乘6号线。6号线建设时已做预留，为站台垂直换乘。
- 南丰路站：换乘13号线。13号线本站规划未确定，换乘方式未知。
- 天津大学六里台站：换乘7号线。8号线六里台站建设晚于7号线，预计为通道换乘。
- 西康路站：换乘3号线。3号线建设时未做预留，预计为通道换乘。
- 下瓦房站：换乘1号线和5号线。1号线，5号线建设时均未做预留，预计为通道换乘。
- 土城站：换乘1号线和Z1線。其中1号线建设时未做预留，预计为通道换乘，Z1線为远期线路，换乘方式未知。
- 澧水道站：换乘11号线。8号线澧水道站建设晚于11号线，预计为通道换乘。
- 南珠桥站：换乘10号线。8号线车站建设晚于10号线，预计需通道换乘。
- 长泰河东站：换乘12号线，12号线为远期线路，换乘方式未知。

## 行车安排
8号线采取单一线路运营，所有列车皆往返渌水道站及咸水沽西站之间，全程运行时间20分钟。

### 列车间隔
| 峰期   | 峰期     | 时间段                 | 行车间隔 |
| ------ | -------- | ---------------------- | -------- |
| 工作日 | 早高峰   | 6:30-9:00              | 5分钟    |
| 工作日 | 晚高峰   | 16:30-19:00            | 5分钟    |
| 工作日 | 其他时段 | 其他时段               | 5-10分钟 |
| 节假日 | 高峰     | 7:00-11:00 15:00-19:00 | 7-8分钟  |
| 节假日 | 其他时段 | 其他时段               | 7-10分钟 |

## 车辆
8号线采用A型车（国际最高自动化等级 (GOA4)全自动运行），車頭設計與成都地鐵5號線列車相同，列车最高运行速度为80km/h。初期、近期、远期均采用6辆编组，列车总长140米，编组形式为
|                   | 天津地铁8号线车辆编组 |  |
|                   |                       |  |
| +Tc-Mp-M*M-Mp-Tc+ |                       |  |

其中，Tc为带司机室的拖车，车长24.4米，Mp为带受电弓的动车，M为不带受电弓的动车，车长22.8米，+为自动车钩，-为半永久棒式车钩，*为半自动车钩。

## 未来发展

### 延伸中北镇工程
2020年4月，天津轨道交通集团有限公司公布《天津市城市轨道交通建设规划调整（2020-2025）环境影响报告书（征求意见稿）》，规划建设8号线延伸中北镇工程，线路自绿水公园站至中北镇站，全长约4.82km，设站4座。